# Пьерпонт, Элизабет, герцогиня Кингстон
Элизабет Чадли (Elizabeth Chudleigh; 1720—1788), в браке Элизабет Пьерпонт, герцогиня Кингстон (Elizabeth Pierrepont, Duchess of Kingston-upon-Hull) — английская авантюристка XVIII века, фигурантка нескольких громких процессов о двоебрачии, владелица участка на берегу Невы в Петербурге и Чудлейских мыз в Эстляндии.

## В Англии
Отец, полковник Томас Чадли, умер, когда девочке было 5 лет. Благодаря знакомству с графом Батским юная Элизабет получила место фрейлины при дворе принцессы Уэльсской. Вскоре её свежесть и красота обратили на себя внимание придворных волокит. Герцог Гамильтон соблазнил её обещанием женитьбы, но вскоре бросил. Как-то ночью в августе 1744 года она обвенчалась с офицером флота Огастесом Херви, младшим братом графа Бристоля. Чтобы не потерять место фрейлины, брак было решено держать в секрете.
Служба Гервея на флоте и бедность молодожёнов не позволяли им вести нормальную супружескую жизнь. Довольно скоро они порвали отношения. Элизабет пыталась привлечь к себе внимание состоятельных господ своими прелестями и при этом не брезговала даже появлением на самых дешёвых эстампах. Она была запечатлена «на балу-маскараде венецианского посла в 1749 году в костюме Ифигении перед жертвенником: с распущенными волосами, в газовом платье — „столь прозрачном, — комментировала Мери Уортли Монтегю, дочь первого герцога Кингстона, — что жрец без труда мог бы рассмотреть внутренности жертвы“. Говорили, что эта выходка помогла ей соблазнить самого короля, престарелого Георга II».
В действительности Элизабет пленила сердце богатого холостяка, герцога Кингстона, а в 1765 году вступила в переписку с прусским королём Фридрихом. Брак с герцогом не мог быть оформлен из-за того, что его родственники узнали правду о её супружестве с Гервеем, который к тому времени унаследовал титул графа Бристольского. Поскольку брак так и не был аннулирован, Элизабет де-юре стала именоваться графиней Бристольской.
В феврале 1769 года высшее судебное присутствие постановило считать Элизабет Чадли незамужней особой. Уже месяц спустя она сыграла свадьбу с герцогом Кингстонским. Через 4 года старика не стало. Всё своё состояние он завещал супруге при условии, что она останется вдовой. Разбогатев, герцогиня Кингстон отправилась странствовать по Европе, посетила Париж и Рим, где была удостоена аудиенции у Климента XIV. Издатели лондонских листков с интересом отслеживали перипетии похождений «герцеговитой графини», как окрестил её Хорас Уолпол.
Между тем племянник покойного герцога продолжал претендовать на свою долю наследства. С его подачи в 1775 году лондонский суд принял к рассмотрению обвинение Элизабет в двоебрачии. Удовлетворение иска означало бы недействительность её брака с герцогом Кингстоном и потерю прав на его состояние. В 1776 году вдова герцога вернулась в Лондон, где сумела отвести выдвинутые против неё обвинения.
Опасаясь нового разбирательства, она объявила, что удаляется жить на континент, в Кале, где вместо виллы купила элегантную яхту, на которой (помимо гостиной и столовой) были размещены картины, орган и прочее имущество, вывезенное из фамильного замка Пьерпонтов, Торсби-холла. Уволив английскую команду, которая несколько раз начинала бунтовать, герцогиня отплыла в самый дальний, по её представлениям, уголок Европы — в Петербург.

## В России
Интерес к России пробудился у герцогини вскоре после смерти мужа, когда она стала подыскивать покупателя для его картинной галереи. Прослышав, что российская императрица собирает художественные редкости для своего Эрмитажа, она очаровала русского посланника Захара Чернышёва, а потом вступила в переписку с одним из кабинет-секретарей. При дворе Екатерины II герцогиня рассчитывала вложить своё шаткое состояние в промышленные предприятия или недвижимость. Вложения в российские активы могли обезопасить её от угрозы конфискации имущества на родине.
В августе 1777 г. «плавучий дворец» герцогини Кингстонской с многочисленной свитой и аббатом Сешан подошёл к петербургскому рейду, где его встретил морской министр Иван Чернышёв (брат Захара). В знак милости гостья поднесла ему старинную «мадонну», якобы кисти Рафаэля. Императрица пригласила её в Царское Село, где Элизабет была представлена государыне под именем и титулом, которые оспаривались у неё на родине.

Из чванного мира лондонской элиты вышла герцогиня Кингстон. Толпы народа заполняли набережные Невы, дивясь её большому красочному кораблю; нарядные лодки знати приставали к трапу его. Кингстонша, как прозвали её в народе, принимала гостей в герцогской короне, унизанной рубинами, знакомила со своей плавучей картинной галереей, которая высоко ценилась знатоками.— В. Пикуль. «Фаворит».
Англомания в России тогда только нарождалась, князь Потёмкин наводил справки об устройстве британского флота, а императрица выписывала из Англии мастеров палладианской архитектуры. Леди Кингстон стала первой английской герцогиней, которую петербургский высший свет мог воочию лицезреть. Все удивлялись привезёнными ею чудесами механики, размеры её состояния абсурдно преувеличивались, «говорили, что она близкая родственница королевскому дому, а в официальных русских документах её называли светлостью и даже высочеством».
Герцогиня Кингстон стремилась завести знакомства в окружении временщика и хлопотала о получении звания статс-дамы. Сотрудники Эрмитажа полагают, что именно из рассказов герцогини Потёмкин узнал о часовом мастере Коксе, у которого заказал знаменитые часы «Павлин». Миледи во всеуслышание заявила, что сделает наследницей своего состояния его 15-летнюю племянницу Татьяну Энгельгардт, если только та уедет с ней получать образование в Англию. Светлейшему вскоре наскучило флиртовать «с глуховатой, густо нарумяненной герцогиней, которая продолжала одеваться как молоденькая девушка» и проводила за туалетом по 5—6 часов ежедневно. Он перепоручил её заботам своего юного адъютанта Михаила Гарновского.
В Везенбергском уезде за 74 тысячи серебряных рублей она купила Чадлейские (Чудлейские) мызы, на которых развернула винокурение, а для сбыта продукции винного завода приобрела Красный кабачок на Петергофской дороге. Русская аристократия, привыкшая жить за счёт барщины и оброка, была изумлена деловой хваткой гостьи с «туманного Альбиона». В то же время императрица Екатерина держала себя настороже и не спешила предоставлять иностранке заветное звание статс-дамы, хотя та писала на родину, что регулярно ведёт задушевные беседы с «Северной Семирамидой». Она мечтала отбыть из Петербурга на яхте под звуки фанфар, однако во время сентябрьского наводнения 1777 года судно выбросило на берег и матросы разбежались. С возвращением пришлось повременить.

## В Европе
Потерпев неудачу в своих начинаниях на одном краю Европы, леди Кингстон обратила свои взоры на Речь Посполитую. Во время своих скитаний по Европе она свела знакомство с богатым холостяком Карлом Радзивиллом, который приглашал её погостить в своём Несвижском замке. Из Петербурга она двинулась в путь в Несвижскую ординацию, где задержалась на несколько месяцев. Там она приняла участие в ночной охоте на кабана и, по слухам, отвергла сватовство польско-литовского магната.
По возвращении в Петербург «Кингстонша» встретила вежливый, но прохладный приём. Очевидно, до окружения императрицы стала доходить сопутствовавшая ей на родине репутация вульгарной и распущенной особы; соответствующие сведения могла предоставить небольшая колония англичан, обосновавшихся на берегах Невы. На приёмы в её дом «не ходил никто, кроме русских офицеров, желающих бесплатно пообедать». Не задалось и винокурение в Эстляндии. «Она служила всеобщим посмешищем», — писал к родным «русский англичанин» Бентам. Покинув владения Екатерины, герцогиня вновь стала колесить по европейским столицам, её видели то в Риме, то в Париже, то в Вене.

Она действительно женщина необыкновенная, она поверхностно знала чрезвычайно много, так как проводила время с людьми умными, образованными, бывшими в ту пору знаменитостями во всей Европе. Хотя она могла только слегка касаться того или другого ученого или вообще важного вопроса, но говорила превосходно и картинно.— Баронесса Оберкирх, «Записки»
Мемуарист А. М. Тургенев считал истинной причиной отъезда герцогини из России измену Гарновского: «взглянул в балете на прелестную танцовщицу Матрёшу — и всё забыто». В последний год жизни герцогиня Кингстонская наняла гостиницу на улице Кокрон в Париже и за 1,4 млн ливров прикупила у мадам де Монтессон (тайной жены герцога Орлеанского) поместье Сент-Ассиз близ Фонтенбло. В этом замке она не прожила и недели. Скоротечная и таинственная болезнь оборвала её жизнь. За последними распоряжениями герцогини с тревогой следил Гарновский. Незадолго до смерти герцогини он писал В. С. Попову:

Кингстонша купила действительно во Франции недвижимое имение за два миллиона ливров. Таким образом, часть ожидаемого мною наследства принесена на жертву во храм Венеры какому-нибудь французскому купидону, сопернику моему.
В завещании герцогиня Кингстонская указала, что её следует похоронить в Петербурге, если она умрет в пределах Российской империи, и во Франции, если она умрёт во владениях Бурбонов. Её состояние унаследовал двоюродный брат — полковник Филипп Глауэр; отставному галанту Гарновскому было обещано 50 000 рублей, но тот предпочёл с согласия Екатерины перевести на себя её имения в России — «дом герцогини у Измайловского моста, участок земли у Красного кабачка и земля по Неве близ Островков».
Не удовольствовавшись перечисленными наделами, Гарновский присвоил и все доходы с Чудлейских мыз, что сделало его одним из богатейших людей Петербурга. Павел I, будучи раздражён злоупотреблениями душеприказчика, распорядился пересмотреть дело о наследстве герцогини и «всё имение её оставить в казённом секвестре».

## Память о герцогине
Память о русском вояже герцогини сохранилась в петербургских музеях. Благодаря ему в Эрмитаже появились «великолепные произведения английского ювелирного искусства: роскошная лохань 1699 г. Филиппа Роллоса с гербом герцога Кингстона и две серебряные вазы Эндрю Фогельберга».
«Огромные палаты», которые герцогиня велела строить для себя на углу Фонтанки, по требованию Павла I были переоборудованы в Измайловские казармы. Они открывают перспективу Измайловского проспекта в Петербурге.